# Ole Breitenstein
Ole Breitenstein, född 21 november 1934, död 6 april 2003, filmvetare verksam vid Stockholms universitet.
Publikationer där Ole Breitenstein varit medverkande.
- En introduktionskurs för nybörjare i filmvetenskap. (1973), Ole Breitenstein.
- Kila på bio - köp en livsstil (1979), Ole Breitenstein, Eva Wikander - ISBN 91-38-05156-7.
- Utbildningsprogram. Massmedier (1981), Ole Breitenstein - ISBN 91-26-81210-X.
- Prinsessan i massmediaskogen : en tendens i kvinnlig debatt - sedd ur ett manligt perspektiv (1990), Ole Breitenstein.
- Upptäck massmedierna, (1994) Ole Breitenstein, Peter Dahlgren och Jonas Wall - ISBN 91-27-75203-8.